# Ginkel (Leersum)
Ginkel, vroeger Ginckel, is een buurtschap in de gemeente Utrechtse Heuvelrug. Ginkel ligt ten noordoosten van Leersum en westelijk van Overberg. Door de buurtschap lopen de Ginkelseweg en de Haarweg. De overwegend agrarische buurtschap bestaat uit verspreide bebouwing zonder kern. In het westen en zuiden wordt Ginkel omringd door de bossen van de Utrechtse Heuvelrug. De noordgrens wordt gevormd door de A12. Ginkel bestaat begin 20e eeuw uit ongeveer 60 huizen met zo'n 150 inwoners.

## Toponiem
De buurtschap Ginkel valt voor de postadressen onder het dorp Leersum. Een deel van de buurtschap is gericht op het Amerongse buurdorp Overberg. Ginkel wordt niet aangegeven door een plaatsnaambord. Namen in het omliggende gebied met een link naar het toponiem Ginkel zijn de wegen Ginkelseweg en Ginkelsedwarsakkers en de landgoederen Ginkelduin en Hoge Ginkel. Aan de Bovenhaarweg, Haarweg en Scherpenzeelseweg liggen panden genaamd De Ginkel, en op de kruising Ginkelseweg-Scherpenzeelseweg-Utrechtse Spoor staat een pand genaamd Klein Ginkel. Andere namen die van de buurtschap werden afgeleid zijn Ginkelse Veenen, Ginkelse Veld (= Leersumse Veld), Ginkelse Eng, Ginkelse Duinen (= het huidige landgoed Ginkelduin) en Ginkelse Bergen (het huidige landgoed Hoge Ginkel).

## Geschiedenis
Het gebied Ginkel werd in 777 genoemd als Villa Gengiloe en was in bezit van de Abdij van Fulda. De naam is mogelijk een samenstelling van lo bos met het Oudnederlandse gengi, dat ontstond uit het Germaanse gangja (begaanbaar). In de vroege middeleeuwen was Ginkel een eigen gerecht met een gerichtsbank en een gerichtslinde. Frederik Hendrik van Oranje kocht in 1634 de heerlijkheid Leersum van de Staten van Utrecht, waarna ook het vrij onbeduidende Ginkel met het gerecht van Leersum werd verenigd. Zuilenstein, Leersum en Ginkel werden daarop een hoge heerlijkheid. In een hoge heerlijkheid is de heer tevens bevoegd tot rechtspraak in lijfstraffelijke zaken, de zogeheten hoge jurisdictie. Deze was anders in handen van een bisschoppelijke functionaris, de maarschalk. Het Amerongse deel betrof het gebied de Ginkelse Veenen. Na afgraving van het hoogveen en het in cultuur brengen, werd dat gebied hernoemd in De Haar.
In 1840 bestond Ginkel uit 19 huizen met 113 inwoners en lag toen in de gemeente Leersum. Het Amerongse deel van Ginkel werd in dat jaar hernoemd tot buurtschap De Haar. De Haar omvatte in 1840 samen met de buurtschap Dwarsweg 25 huizen met 195 inwoners. Rond 1873 werd dat samen met de buurtschap Dwarsweg de kern van het tegenwoordige dorp Overberg. Het Leersumse deel bestond onder andere uit de Ginkelse Bergen, de Ginkelse Duinen (nu: landgoed Ginkelduin) en het Ginkelse Veld (nu: Leersumse Veld).

## Bezienswaardigheden

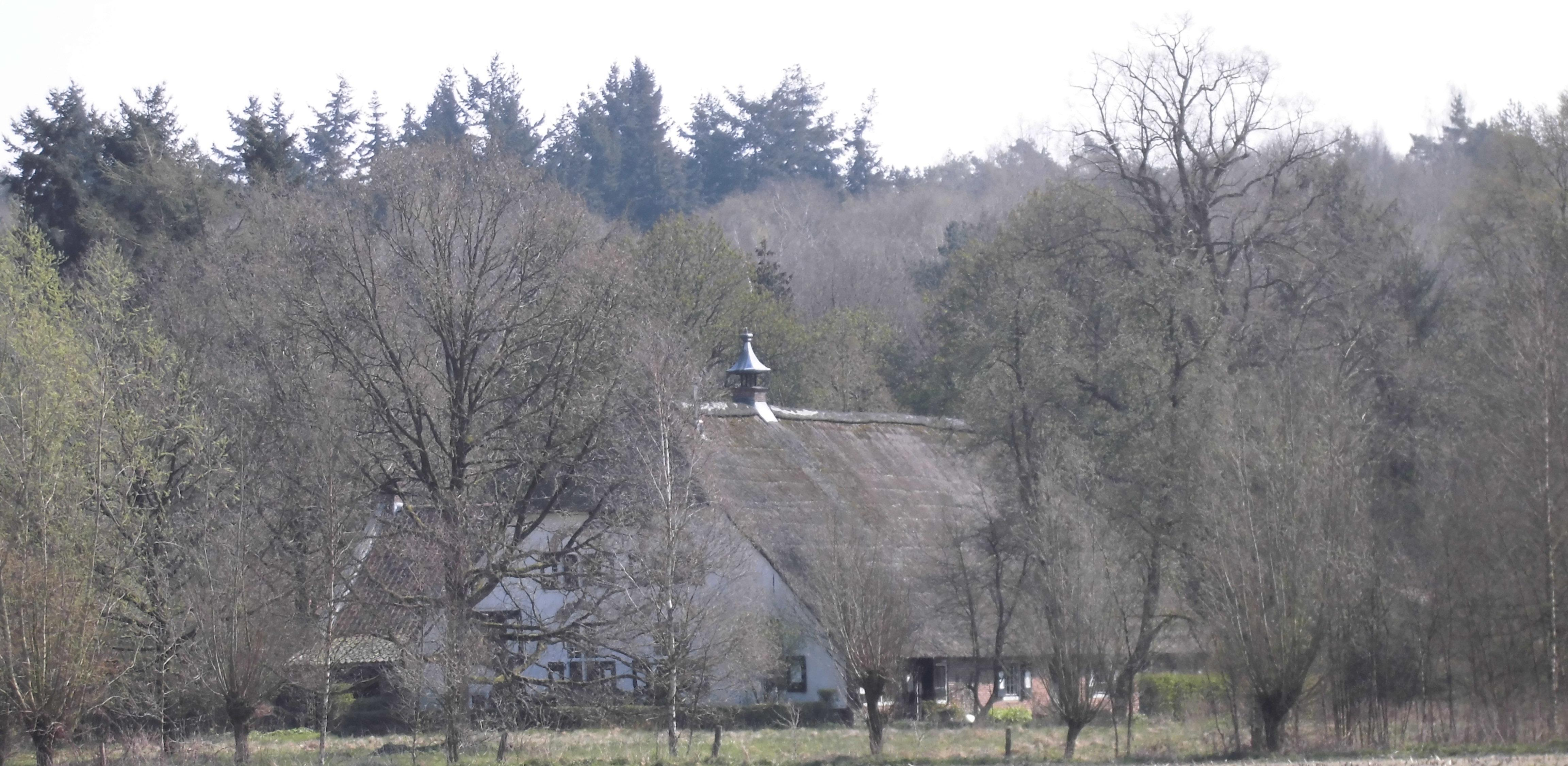
Boerderij De Ginkel

- Landhuis De Ginkel - een gemeentelijk monument aan de Scherpenzeelseweg 90. Het werd rond 1920 gebouwd voor een Rotterdamse reder. Het landhuis werd gebouwd als Scandinavisch 'bouwpakket'. Rotterdamse schoolkinderen hielden hier in de periode 1954 tot 2013 werkweken en schoolkampen. Het landgoed bleef ook na de verkoop in 2013 in gebruik als groepsaccommodatie.
- Boerderij De Ginkel - rijksmonument aan de Bovenhaarweg 12.
- Gerechtslinde - Boom aan het begin van de Haarweg in Overberg. De linde uit de 16e eeuw heeft een omvang van zes meter. Bij de boom werd reeds in de vroege middeleeuwen door de schepenbank van het gerecht Ginkel recht gesproken. De aankondigingen voor een gerecht werden met een plakkaat aan de boom bevestigd.

## Landschap, natuur en recreatie
- Landgoed Hoge Ginkel is in beheer bij het Utrechts Landschap
- Landgoed Ginkelduin is tegenwoordig een bungalowpark
- Het Ginkelse Veld heet tegenwoordig natuurgebied Leersumse Veld

Dorpen: Amerongen · Doorn · Driebergen-Rijsenburg · Leersum · Maarn · Maarsbergen · Overberg

Buurtschappen: Beerschoten · Boswijk · Breedeveen · Darthuizen · De Groep (deels) · Haagje · Haspel · Oud Rijsenburg · Palmstad · Sterkenburg · Valkenheide

Provincie Utrecht · Plaatsen in de provincie